# Perša Liha 2020-2021
La Perša Liha 2020-2021 è stata la 30ª edizione della seconda serie del campionato ucraino di calcio. La stagione è iniziata il 5 settembre 2020 ed è terminata il 12 giugno 2021.

## Stagione

### Novità
Al termine della stagione 2019-2020 sarebbe dovuto retrocedere dalla Prem"jer-liha 2019-2020 il Karpaty, ritiratosi nel corso della stagione scorsa e rifondato dopo il fallimento societario. La neonata società è ripartita dalla Druha Liha. Sono salite, invece, in Prem"jer-liha 2020-2021 Mynaj, Ruch L'viv e Inhulec'.
Sono retrocesse in Druha Liha, dopo aver perso lo spareggio promozione-retrocessione, il Metalurh Zaporižžja e il Čerkaščyna.
Sono salite dalla Druha Liha 2019-2020 Nyva Ternopil', VPK-Ahro, Polіssja Žytomyr, Krystal Cherson, Veres Rivne e Al'jans Lypova Dolyna.
Il Balkany Zorja, per motivi finanziari, ha preferito ripartire dalla Druha Liha.
L'Obolon'-Brovar ha cambiato denominazione in Obolon'.

### Formula
Le 16 squadre partecipanti si affrontano due volte, per un totale di 30 giornate. Le prime tre classificate vengono promosse in Prem"jer-liha 2021-2022. Le ultime due classificate retrocedono in Druha Liha.

## Classifica finale
|  | Pos. | Squadra               | Pt | G  | V  | N | P  | GF | GS | DR  |
|  | ---- | --------------------- | -- | -- | -- | - | -- | -- | -- | --- |
|  | 1.   | Veres Rivne           | 68 | 30 | 21 | 5 | 4  | 56 | 21 | +35 |
|  | 2.   | Čornomorec'           | 61 | 30 | 18 | 7 | 5  | 45 | 23 | +22 |
|  | 3.   | Metalist 1925         | 56 | 30 | 16 | 8 | 6  | 36 | 22 | +14 |
|  | 4.   | Mykolaïv              | 53 | 30 | 15 | 8 | 7  | 49 | 23 | +26 |
|  | 5.   | Ahrobiznes Voločys'k  | 52 | 30 | 15 | 7 | 8  | 46 | 27 | +19 |
|  | 6.   | Al'jans Lypova Dolyna | 51 | 30 | 14 | 9 | 7  | 46 | 31 | +15 |
|  | 7.   | Volyn'                | 46 | 30 | 13 | 7 | 10 | 39 | 28 | +11 |
|  | 8.   | Obolon'               | 43 | 30 | 13 | 4 | 13 | 44 | 35 | +9  |
|  | 9.   | Hirnyk-Sport          | 38 | 30 | 11 | 5 | 14 | 43 | 45 | -2  |
|  | 10.  | VPK-Ahro              | 37 | 30 | 11 | 4 | 15 | 30 | 48 | -18 |
|  | 11.  | Polіssja Žytomyr      | 35 | 30 | 9  | 8 | 13 | 32 | 37 | -5  |
|  | 12.  | Avanhard Kramators'k  | 32 | 30 | 9  | 5 | 16 | 32 | 51 | -19 |
|  | 13.  | Nyva Ternopil'        | 31 | 30 | 8  | 7 | 15 | 30 | 50 | -20 |
|  | 14.  | Prykarpattja          | 30 | 30 | 8  | 6 | 16 | 25 | 45 | -20 |
|  | 15.  | Kremin' Kremenčuk     | 24 | 30 | 6  | 6 | 18 | 23 | 50 | -27 |
|  | 16.  | Krystal Cherson       | 13 | 30 | 3  | 4 | 23 | 21 | 61 | -40 |

Legenda:
      Promosso in Prem"jer-liha 2021-2022.
      Retrocesso in Druha Liha 2021-2022.
Note:
Tre punti a vittoria, uno a pareggio, zero a sconfitta.
In caso di arrivo di due o più squadre a pari punti, la graduatoria verrà stilata secondo la classifica avulsa tra le squadre interessate.